# 보수계

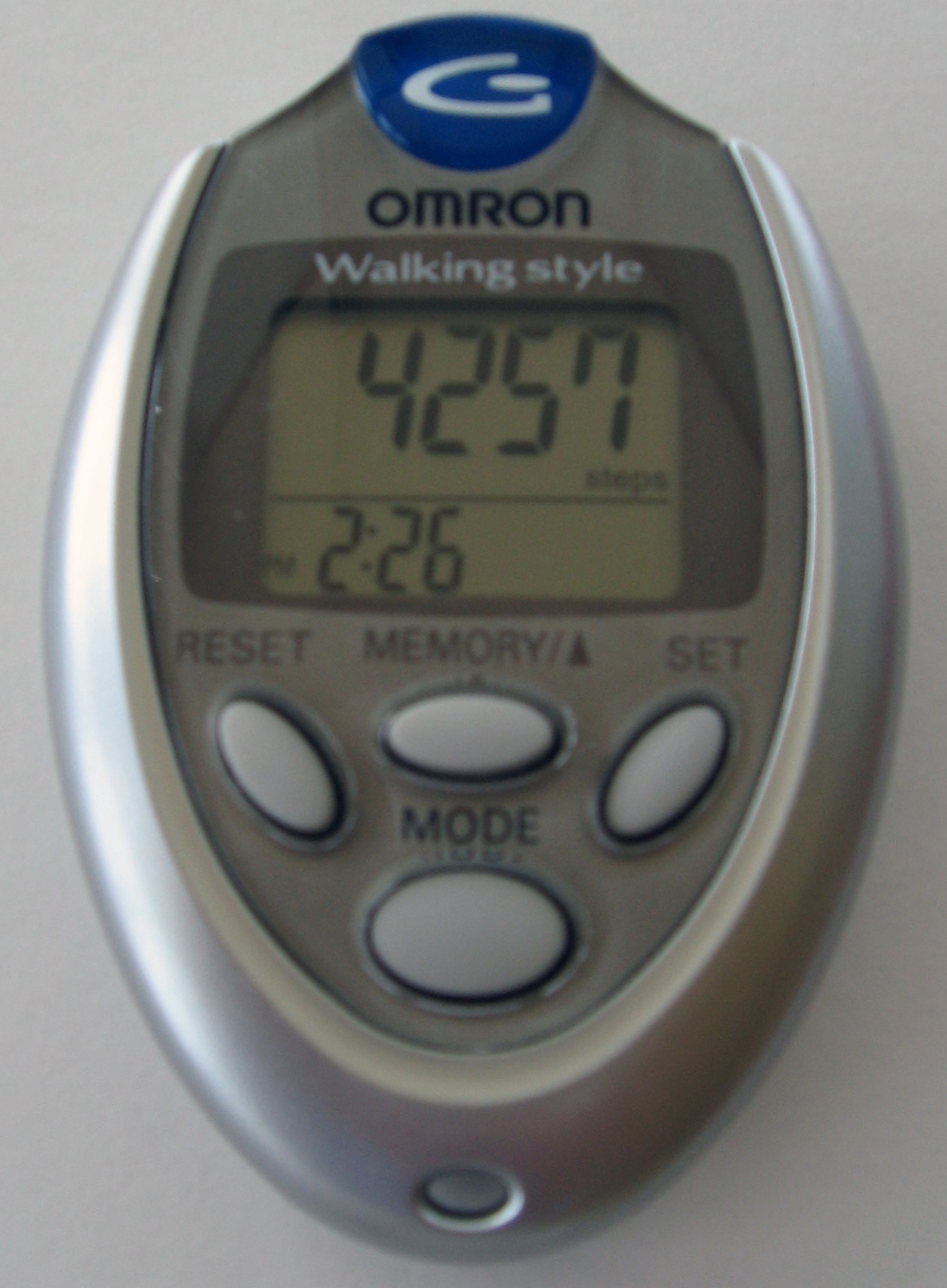
디지털 옴론 HJ-112 보수계.

보수계(步數計) 또는 페도미터(영어: Pedometer)(대한민국에서는 만보기(萬步機)라고 한다.)는 일반적으로 휴대 가능한 전기적/전기 기계적 장치의 하나로, 사람의 손이나 엉덩부위의 운동을 감지함으로써 사람의 걸음을 센다. 각 사람의 걸음 거리가 다양하므로 길이의 단위(예:킬로미터, 마일)가 적용되는 거리 표현이 필요하다면 사용자에 의해 수행되는 임시적인 캘리브레이션이 필요하지만 지금은 전기 장치와 소프트웨어를 사용하는 보수계가 사람의 걸음거리가 얼만큼 다양한지를 자동으로 결정해준다. 걸음 거리는 GPS 수신기에 의해 직접 측정이 가능하다.
스포츠, 피트니스 애호가들에 의해 원래 사용된 보수계는 지금은 일일 운동 카운터와 모티베이터(motivator)로서 대중화되고 있다. 허리띠에 끼고 온종일 휴대하는 것이 보통이며 착용자가 당일 걸음을 얼마나 걸었는지를 킬로미터나 마일 단위(거리 = 걸음 수  × 걸음 길이)로 기록할 수 있다. 일부 보수계들은 신발 끈을 묶거나 탈 것을 타는 동안 길에 부딪치는 일 등으로 잘못 측정하는 경우도 있으나 최신식 장치들은 이러한 오진 걸음을 거의 측정하지 않는다. 하루에 10,000보를 걷는 것은 약 8킬로미터(5.0 마일)과 동등하며 이는 활발한 생활 양식을 위해 권장되지만 이 지점은 전문가들 간에 논란의 대상이다. 30분 간의 평균 걸음은 보수계가 결정하는 3,000~4,000보와 동등하다. 스텝 카운터들은 뮤직 플레이어, 스마트폰, 휴대전화 등 수많은 휴대용 전자기기에 통합되고 있다.

## 용어
보수계는 만보기(萬步機), 만보계(萬步計), 보도계(步度計), 보측계(步測計), , 계보기(計步器), 측보기(測步器), 기보기(記步器) 등으로도 부른다.

## 역사
레오나르도 다빈치는 군사용 목적으로 장치의 하나로서 기계적 보수계를 마음에 그렸다. 1780년에 스위스의 아브라함 루이스 페르레(Abraham-Louis Perrelet)는 최초의 보수계를 개발했으며, 걷는 동안 거리와 걸음 수를 측정하였다. 이는 자신의 자체 구동 손목시계를 지원하는 1770년 구조에 기반을 둔다. 프랑스에서 취득한 기계식 보수계는 토머스 제퍼슨에 의해 미국에 도입되었다.
1965년에 10,000 걸음 미터라는 의미의 만보계(万歩計)가 일본의 Y. Hatano에 의해 마케팅되었다.

## 정확도
보수계의 정확도는 장치마다 다양하다. 일반적으로 스텝 카운터는 장치가 최적의 위치에 놓인 경우(보통 벨트 클립에 수직으로) 평지에서 걸을 때 상당히 정확하다.
최신식 보수계는 ± 5%의 오차 이내로 정확하다.